# موسى بن موسى

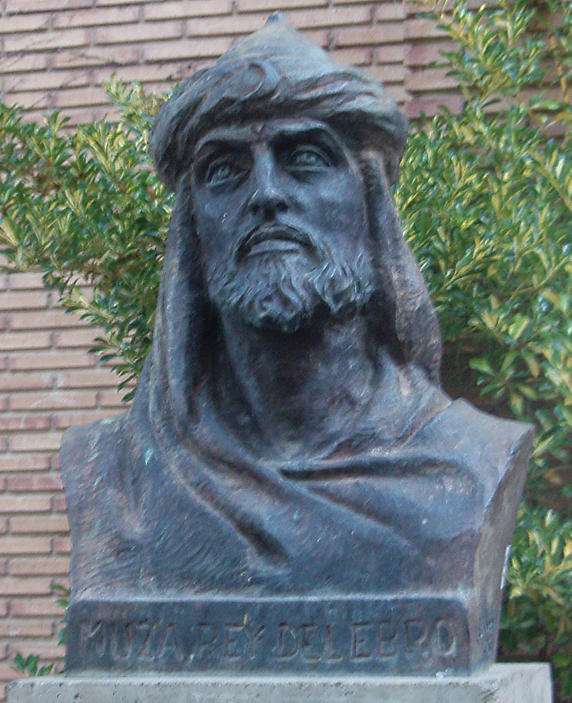
تمثال نصفي لموسى بن موسى في تطيلة.

موسى بن موسى بن فرتون بن قسي‏ (790م تقريبًا - 26 سبتمبر 862) هو قائد من مولدي الأندلس ينتمي إلى أسرة بني قسي التي كانت تحكم مناطق من الثغر الأوسط حكمًا شبه ذاتيًا.

## نشأته
موسى بن موسى هو حفيد الكونت كاسيوس الذي أسلم بعد الفتح الإسلامي للأندلس، وعرف باسم قسي. اغتيل والده موسى بن فرتون في شباب ابنه موسى. كان لموسى أخ غير شقيق من زعماء البشكنس يدعى إنيغو أريستا، من زواج آخر لأمه.
ليس هناك معلومات واضحة حول الفترة الأولى من حياته، إلا أنه يعتقد أنه دعم البشكنس ضد جيش شارلمان في معركة باب الشرزي، وهي المعركة التي بفضلها نشأت مملكة نافارا. كما يعتقد أن ابنه فورتون بن موسى قاد في عام 839 حملة هزم فيها قوات مملكة جليقية بقيادة ملكها رودريغو ملك قشتالة، وهدم حصون ألبة.

## تمرده
في عام 226هـ/840م، هاجم عبد الله بن كليب والي سرقسطة أراضي أخي موسى غير الشقيق إنيغو أريستا، كما هاجم عامر بن كليب والي تطيلة أملاك موسى، فتحالف موسى مع أخيه، وقادا تمردًا ضد الأمير عبد الرحمن الأوسط. فسار عبد الرحمن في عام 227 هـ، بحملة أخضعت موسى، واجتاح عبد الرحمن بنبلونة. وفي عام 842م، شارك موسى في جيش الأمير ضد سيردانيا، ولكنه عاد مرة أخرى بعدها للتمرد إلى جانب ابن أخيه غارسيا إنيغيز ملك نافارا. وفي عام 228هـ/843م، أسر موسى بن موسى وإنيغو أريستا في كمين أحد قادة الأمير عبد الرحمن، فرد عبد الرحمن بحملة عسكرية ضخمة قادها بنفسه، هزم فيها قوات موسى وحلفاؤه واجتاح بنبلونة. وفي حملة أخرى في العام التالي، لحقت بهم مرة أخرى الهزيمة، وقتل فيها أخي موسى غير الشقيق فورتون إنيغز قائد قوات بنبلونة، وبالكاد نجا موسى وإنيغو.
وفي نوفمبر 844، قاد موسى قواته إلى إشبيلية، وشارك في هزيمة وطرد النورمان الذين أغاروا على غرب الأندلس. ورغم ذلك، عاد موسى للتمرد مرة أخرى في العام التالي. وعندما هزم محمد بن عبد الرحمن المتمردين في تطيلة، ذهب موسى مع ابنه لب بن موسى، وابن أخيه غاليندو إنيغز، إلى بلاط الأمير. وفي عام 233هـ/847م، عاود موسى تمرده، فأرسل له عبد الرحمن حملة بقيادة عباس بن الوليد، أخضعته، وطلب موسى الصلح على أن يأخد الأمير ابنه إسماعيل كرهينة، فقبل الأمير ذلك، وأقره واليًا على تطيلة.

## القوة الثالثة
كان عام 237 هـ/851م حرجًا بالنسبة لموسى، فقد شهد ذاك العام موت أخيه غير الشقيق وحليفه إنيغو أريستا، ثم مات الأمير عبد الرحمن الأوسط. كما حقق موسى انتصارًا كبيرًا في معركة البيضاء، حيث هزم قوات من البشكنس والغاسكونيين. وفي العام التالي، عينه الأمير الجديد محمد بن عبد الرحمن واليًا على سرقسطة. وخلال العشرة أعوام التالية، علا نجم موسى بن موسى، فسيطر على سرقسطة وتطيلة ووشقة وطليطلة, مكونًا ما يشبه منطقة حكم شبه ذاتي في تلك المنطقة بعيدًا عن السلطة المركزية للدولة تمتد من ناجرة إلى سرقسطة وقلعة أيوب, في المنطقة الفاصلة بين الدولة الأموية في الأندلس ومملكة أستورياس, ليصبح بذلك القوة الثالثة في شبه جزيرة أيبيريا.
وفي 239هـ/853م، قاد موسى حملة الأمويين على ألبة. في عام 241هـ/855م، حدث تمرد في طليطلة، بدعم من أردونيو الأول ملك أستورياس وغارسيا إنيغز، فأرسل الأمير محمد حملة هزمتهم في معركة غواداليثيتي، شارك فيها موسى إلى جانب الأمويين. وفي عام 242هـ/856م، شن موسى هجومه الخاص على برشلونة وتاراسا. وفي عام 859، عين الأمير لب بن موسى واليًا على طليطلة، وفي العام نفسه، سمح موسى لقوة من النورمان بالمرور عبر أراضيه لمهاجمة بنبلونة، حيث أسروا ابن أخيه غير الشقيق وحليفه السابق غارسيا إنيغز، الذي افتدى نفسه بمبلغ يتراوح بين 70,000-90,000 دينار.

## وفاته
ففي سنة 248 هجري /862م سار موسى في قواته إلى الغرب لتحصين قواعده الغربية ومعه صهره غارسيا أمير نافار؛ وحاول أردونيو من جانبه أن يُحبِط هذه الحركة، فهاجم بعض الحصون التابعة لموسى وفي مقدمتها حصن «البلدة» الواقع على نهر إبره، ونشبت بين الفريقين معركة جرح فيها موسى جراحا خطيرة، وهزمت قواته وقتل منهم عدد كبير من المسلمين والنصارى وقتل صهره غارسيا وهدم أردونيو حصن البلدة، ولم يمضِ سوى قليل حتى توفي موسى نفسه متأثرا بجراحه. 
 ثم أعلن ولده لب خضوعه لأردونيو ملك ليون وتحالف معه ضد المسلمين، وزحف على وادي الحجارة، فردّه عنها حاكمها ابن سالم، وأصيب بجروح بالغة، فحُمل إلى تطيلة، حيث توفي هناك.

## أسرته
تذكر مخطوطات رودا، أن موسى بن موسى تزوج من ابنة أخيه غير الشقيق إنيغو أريستا. كما تزوج من ابنة عمه ميمونة التي أنجب منها ابنه إسماعيل. ولم تذكر المصادر من هي أم أبنائه لب والمطرف وفرتون. كما كان له ابنتان على الأقل، إحداهما أورية التي تزوجت من الأمير البشكنسي غرسية الذي قتل في مونت لاتورثي، وأنجبت منه ولدها موسى بن غرسية، وابنة أخرى.

## الإرث
بعد وفاة موسى، اختفت أسرته من المشهد السياسي لنحو عشر سنوات، لكنهم عادوا إلى الحكم على منطقة أقل مما تلك التي كانت خاضعة لموسى، ولمدة نصف قرن. ومع ذلك، لم يستطيع أحفاده الحفاظ على سلطاتهم في المنطقة الواقعة بين أراضي الأمويين في الجنوب، والممالك المسيحية في الشمال، لتنتهي سلطتهم بحلول عام 920م تقريبًا.